# 竜岩体育中心
竜岩体育中心（りゅうがんたいいくちゅうしん、拼音: Lóngyán Tǐyù Zhōngxīn）は、中華人民共和国の福建省竜岩市にある多目的スタジアム。

## 概要
主にサッカーの試合に用いられる。収容人数は25,000人、敷地面積は72,892平方メートル。
現在、中国サッカー・甲級リーグに所属する福建駿豪足球倶楽部がホームスタジアムとして利用している。